# Oskar Pafka
Oskar Pafka (7. prosince 1896 Znojmo – 4. března 1949 Voitsberg, Rakousko) byl moravský malíř a grafik.

## Život
Oskar Pafka se narodil 7. prosince 1896 v rodině pekaře Pafky ve Znojmě.
Nejprve studoval měšťanskou školu a následně Státní odbornou keramickou školu, obě ve Znojmě. Škola byla v největším rozkvětu a navázala kontakty s evropskými uměleckými centry, zejména s Vídní. Dále pokračoval ve studiu na Mistrovské škole pro monumentální sochařství na vídeňské uměleckoprůmyslové škole.

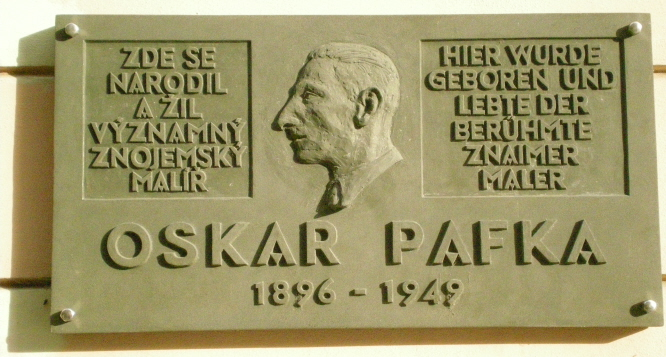
Pamětní deska ve Znojmě

Oskar Pafka je autorem několika sgrafit na znojemských domech, ať již na fasádě Fouskovy drogerie U černého psa, na domě hodináře Macouna nebo na domě rodiny statkáře Dvořáka. Byl také autorem vitráží pro kostel sv. Prokopa v Únanově. Oskar Pafka byl nadaný malíř a měl pohotové kreslířské nadání. V roce 1915 byl přímo ze studií odveden na frontu do 1.světové války. Hrůzy a utrpení z bojů ho poznamenaly na celý život. Školu ve Vídni nedokončil a po válce se vrátil do Znojma, kde jako hostující žák dokončil aspoň Státní odbornou keramickou školu. Ve Znojmě vystřídal na 40 podnájmů a po svatbě v roce 1926 s Jelenou Nase často navštěvoval Prahu. Během celoročního pobytu v roce 1930–1931 V Praze navštívil Wagnerovy slavnosti v Düsseldorfu a na zpáteční cestě berlínská muzea, kde ho zaujalo zejména egyptské umění, nejvíce sochy Achnatona a Nefertiti. V roce 1936 se rozvedl a odešel do Vídně, kde se znovu oženil s Ernou, rozenou Lomprer-Dobnerovou, se kterou se však záhy rozvedl. Na konci druhé světové války odešel do Voitsbergu, kde pro známého svého otce, pekaře Rakuschu zhotovil na fasádě jeho pekařství sgrafita symbolizující přípravu chleba.
Zemřel 4. března 1949 ve Voitsbergu v Rakousku.

## Dílo

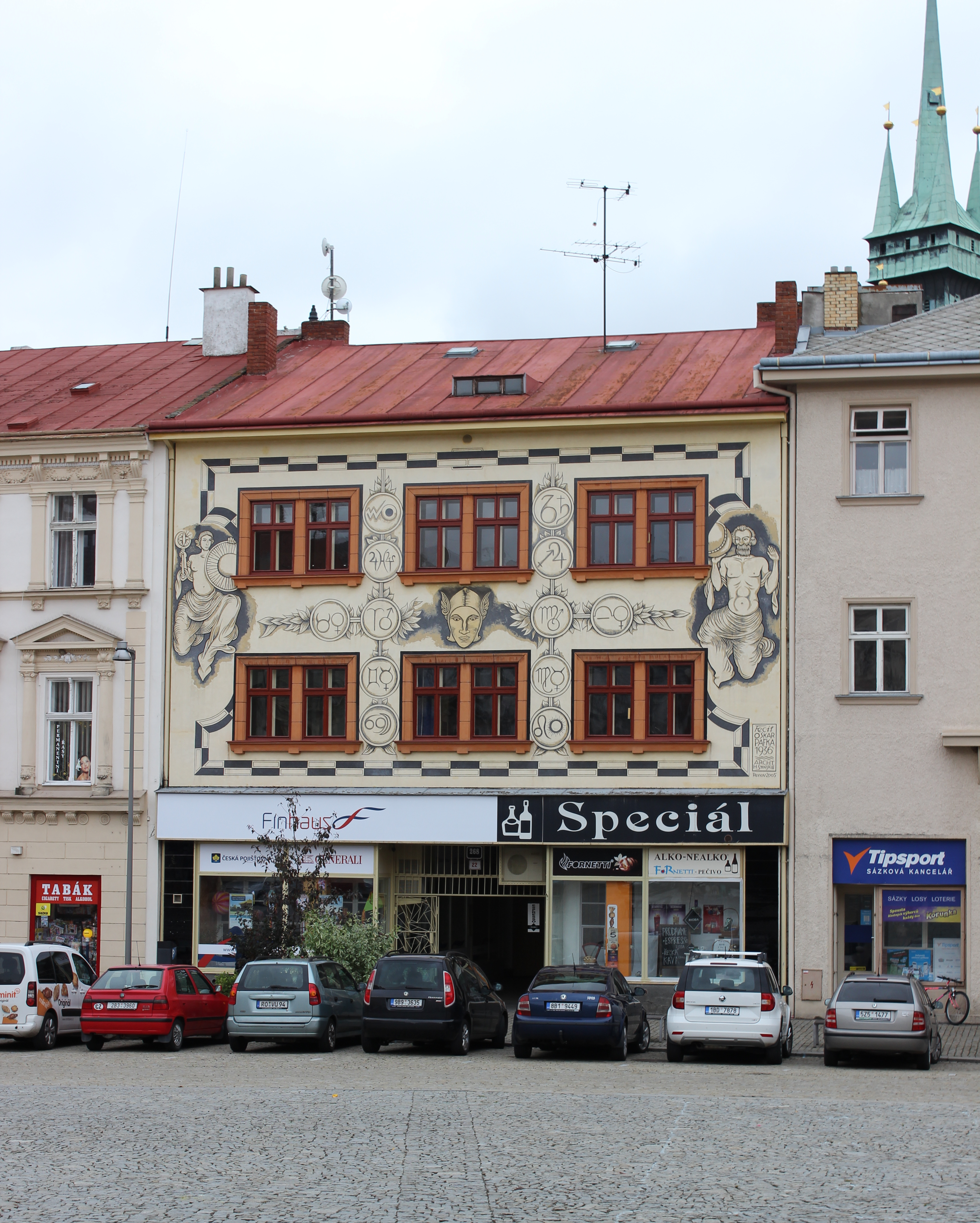
Dům č. 22 na Horním náměstí ve Znojmě

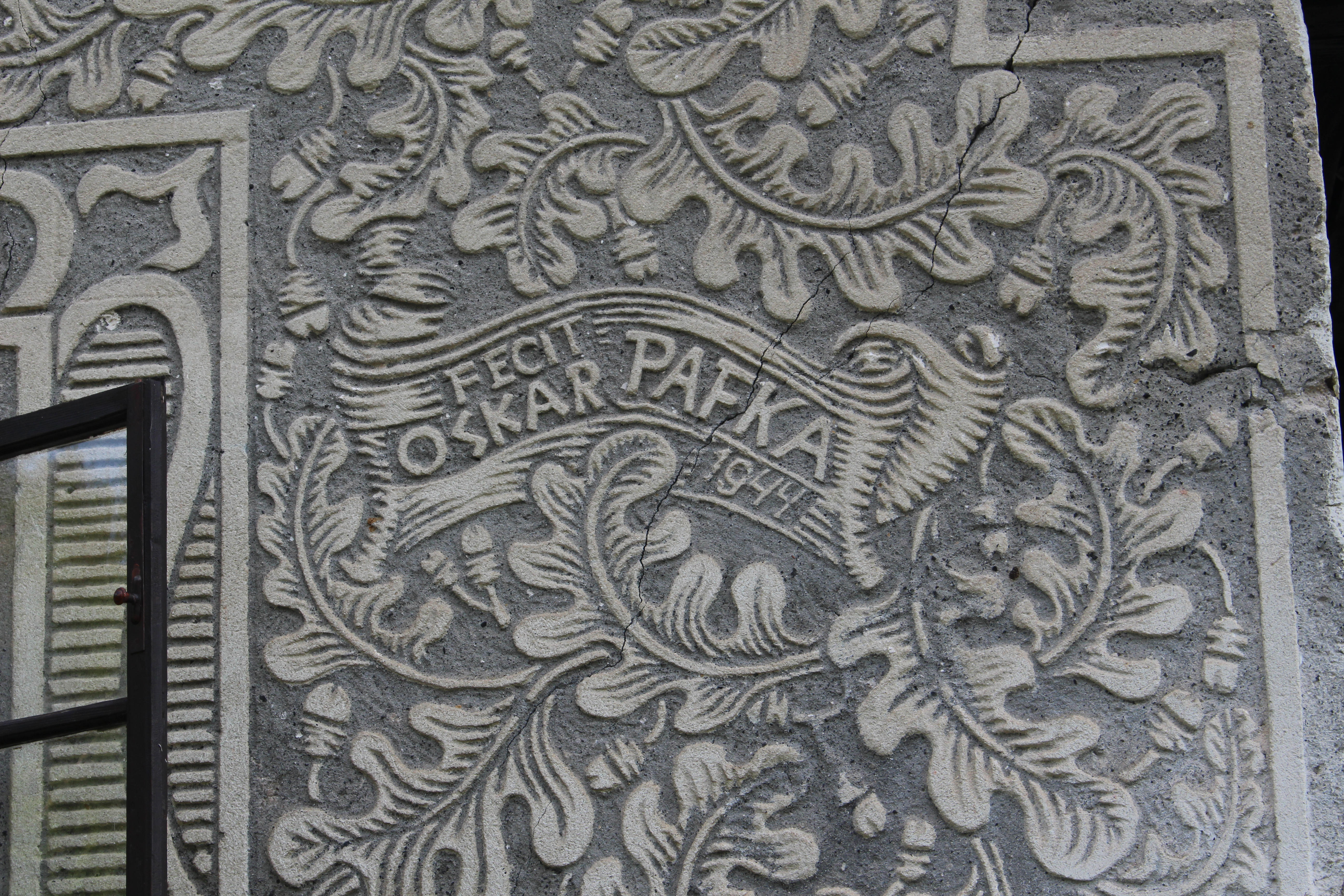
Kirchberg an der Pielach v Dolních Rakousích: venkovský dům je chráněn jako kulturní památka

Na keramické škole studoval Oskar Pafka zejména sochařství, ve svém díle se věnoval také sgrafitům, malířství a kreslenému humoru. Pafka vystavoval své kresby ve výkladních skříních a u obchodníka s obrazy. Jeho typickým projevem byla lineárně vedená pevná kresba, tvořená geometricky kladenými přímkami a křivkami. Koncepce obsahu jeho díla ve většině prací v sobě zrcadlí ducha symbolismu. Pod vlivem symbolismu poukazoval na utopický svět přání a hledáním symbolických útvarů identifikuje sebe sám nebo kontrast dobra a zla.
Jeho technologie malby připomíná metodu adice různobarevných ploch. Pafka tvořil také rozměrné alegorické malby plné spiritualismu a mysticismu.
Pafkův věhlas překročil hranice regionu i mimo Znojemsko a jeho alegorické scény a sgrafita „Oplakávání“ zdobí i Arcibiskupský palác v Praze. Karikatury z lékařského prostředí najdeme na Universitní klinice v Praze nebo na Psychiatrické klinice v Krakově. Dílo Poslední soud je v Biskupském paláci v Brně. V časopisecké produkci nalezneme Pafkovy kresby „Trh a okurky ve Znojmě“, „Znojemský trh a obilí“, „Znojemské městské zastupitelstvo“, „Znojemské figurky“, „Děti na motocyklu“, „Vyšetření pacientky“, „Kaktus“, „Dirigent“ z cyklu Čeští muzikanti, „Kapitalista“, čí cyklus 8 kreseb nazvaný „Zbohatlík“ nebo satirický „Krach na burze“, který lze zařadit do politické satiry. Soudobé sociální tendence vyjádřil v obrazech „Úděl lidu“ a „Dělník“.
Pafka také ilustroval pohádky oblíbenými motivy už v období secese. Například „Písně mládí" nebo „Políbení" a měl tím snahu zkrášlovat život kolem sebe. Většinu těchto dovedností získal studiem.
V jeho díle hraje černá barva významnou roli, využíval ji ke grafice, dřevořezu a dřevorytu a se zálibou zaplňoval černé listy černým mořidlem.

## Galerie

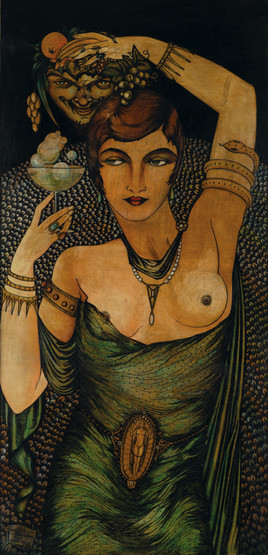
Fructus Meridiani Fecit, 1935
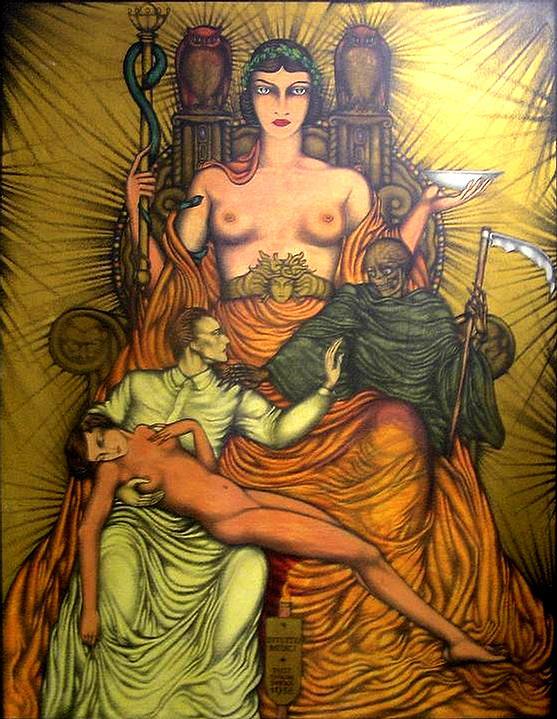
Intuicí lékaře, 1938
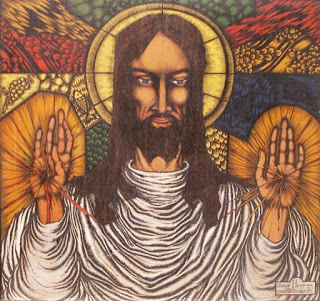
Náš pán, 1935
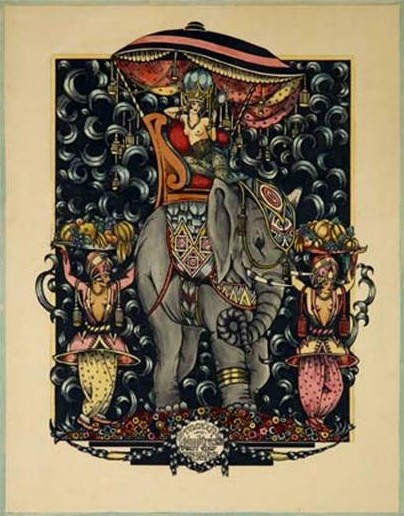
Princezna Sedmikráska, 1927, kresba tuší kolorovaná akvarelem
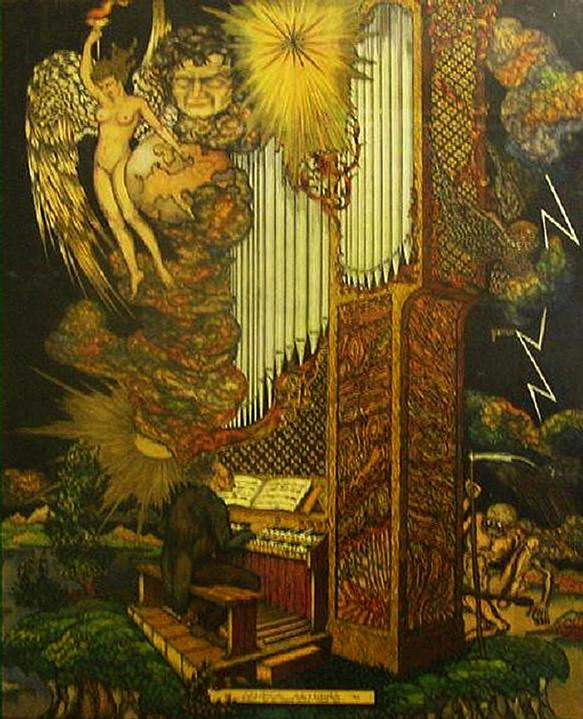
Musica aeterna, 1931, kresba tuší, tempera, dřevo
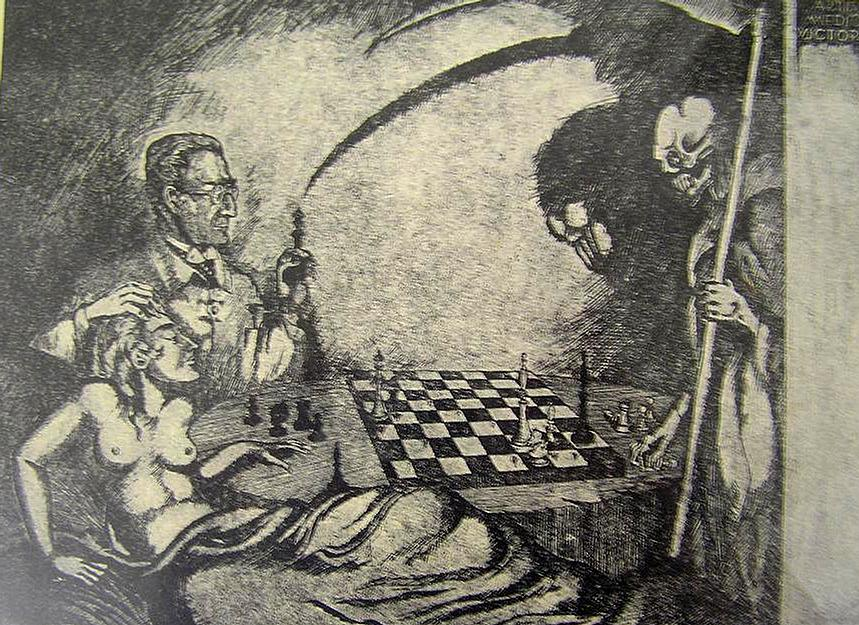
Vítězství lékaře nad smrtí, lept/papír (1931)
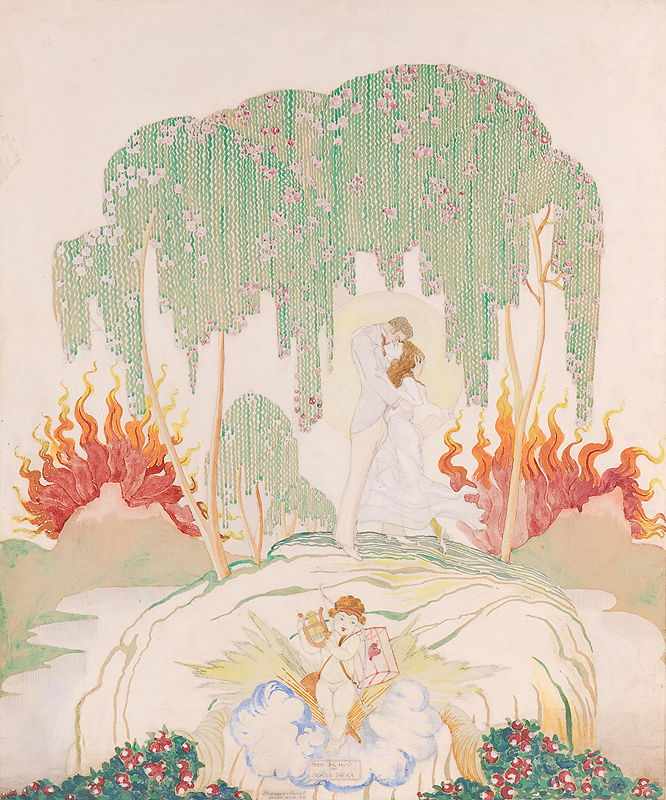
Milenci, 1919